# Lori de Weber
El lori de Weber (Trichoglossus weberi) és una espècie d'ocell de la família dels psitàcids que habita la selva humida de l'illa de Flores, a les illes Petites de la Sonda. Considerada tradicionalment una subespècie de Trichoglossus haematodus.